# Provinca San Pedro de Macorís
San Pedro de Macorís (španska izgovarjava: [ˈsam ˈpeðɾo ðe makoˈɾis]) je ime province in njenega istoimenskega glavnega mesta v Dominikanski republiki.  Samo mesto je na državni ravni precej pomembno zaradi svoje bližine glavnemu mestu Santo Domingo in svoje vloge v proizvodnji sladkorja. Provinca je neuradno znana kot San Pedro, SPM in Serie 23 (po prvih dveh števkah njene območne kode ISO).
Prebivalci province so znani kot petromacorisanos. Kultura province je precej podobna tisti vzhodnejših provinc. Tako je med pustno sezono običaj, da hudiči (diablos) mahajo z biči (fuetes), s čimer se poklanjajo tradicionalni živinorejski kulturi regije. 
Območje je nekakšna meka dominikanske kulture. Tukaj je nekoč prebival tudi najslavnejši dominikanski pisatelj, Pedro Mir. V zadnjih letih je bila arhitektura province uporabljena kot kulisa več hollywoodskih filmov, kot so recimo Miami Vice, Dobri pastir in Sugar. Večkrat je kot taka nadomestek za Havano.

## Občine in občinski okraji
Provinca je bila 20. junija 2006 razdeljena na naslednje občine in občinske okraje (D.M.-je):
- Consuelo
- Guayacanes
- Quisqueya
- Ramón Santana
- San José de los Llanos
  - Gautier (D.M.)
  - El Puerto (D.M.)
- San Pedro de Macorís

Spodnja tabela prikazuje števila prebivalstev občin in občinskih okrajev iz popisa prebivalstva leta 2012. Mestno prebivalstvo vključuje prebivalce sedežev občin/občinskih okrajev, podeželsko prebivalstvo pa prebivalce okrožij (Secciones) in sosesk (Parajes) zunaj okrožij.
| Občina                        | Skupno prebivalstvo | Mestno prebivalstvo | Podeželsko prebivalstvo |
| ----------------------------- | ------------------- | ------------------- | ----------------------- |
| Consuelo                      | 36.588              | 28.063              | 8.525                   |
| Guayacanes                    | 37.889              | 37.144              | 745                     |
| Quisqueya                     | 24.885              | 16.316              | 8.569                   |
| Ramon Santana                 | 16.548              | 2.569               | 13.979                  |
| San José de los Llanos        | 38.989              | 7.856               | 31.133                  |
| San Pedro de Macorís          | 263.951             | 218.055             | 45.896                  |
| Provinca San Pedro de Macorís | 418.850             | 310.003             | 108.847                 |

Za celoten seznam občin in občinskih okrajev države, glej Seznam občin Dominikanske republike.  

## Gospodarstvo
V provinci se nahaja več t. i. Ingenios azucareros (tovarn sladkorja, dobesedno sladkornih motorjev), ki predelajo velike količine sladkornega trsa, ki ga tukaj pridelajo na velikih plantažah. Industrija sladkorja je provinci omogočila, da zgradi dve od treh največjih tovarn ruma v državi. Govedo je prav tako velikega gospodarskega pomena, kar je nekakšen trend med vzhodnimi provincami države, ki se nahaja ob ali v  Llanuri Oriental (Vzhodni planini). V San Pedru se nahaja večje števila hotelov in turističnih zanimivosti, od cenejših penzionov do prestižnih golf klubov. 

## Šport
Provinca uživa ugled prestolnice bejzbola Dominikanske republike - iz nje izhaja večje število poklicnih igralcev omenjenega športa. Večina jih je izbranih na naboru ameriške MLB, eden najopaznejših med njimi pa je Sammy Sosa. Igralci iz mesta so pogosto precej revnega porekla in igranje bejzbola izkoristijo za vir dohodka za svoje družine. Večina jih je zelo dejavnih filantropistov.